# パープレックスシティ
パープレックスシティ (Perplex City) とは、マインド・キャンディー社 (Mind Candy) によって開発・運営された代替現実ゲーム (ARG) の一種であり、2005年に登場したインターネット上での宝探しゲーム。
「すべての人や物事は、6人を介せば見つけることができる」という仮説『六次の隔たり』から着想を得て作られており、オンライン上でプレイヤー同士が協力しあったり、ネット上で協力を求めていくことを想定している。
作品タイトルの「Perplex City」は、確率モデルがサンプルをどの程度正確に予測するかを示す指標「Perplexity」(パープレキシティ) の言葉遊びとなっている。

## 開発履歴
2005年に登場したゲーム『Perplex City』の開発責任者であるマイケル・スミスは、1997年の映画『ゲーム』を見てアイデアを思いついたという。その後、この映画の「主人公の人生がゲームとなる」というストーリーを元に、代替現実ゲーム (ARG) である『Perplex City』を生み出した。設計者であるエイドリアン・ホンは、マイケルに誘われて彼の会社マインド・キャンディー社に就職した。
ARGはプレイヤーたちが協力して手がかりを見つけて問題を解決していくゲームシステムである。ある意味、リアル世界でのRPGであり、その謎解きや共同作業を要するゲーム性に、プレイヤーは魅力を感じて集まり熱狂していく。
しかし、ARGの制作には多額の費用がかかる一方で、豊富な資金力を持っていないことが多く、世界規模で利益を上げたARG運営者は存在していなかった。しかし、『Perplex City』を製作する英マインド・キャンディー社では、プレイヤーたちが手がかりを求めて訪れる双方向式のウェブサイトをいくつか作成し、これらを利用しながらゲームが進められるよう設計した。
さらに、プレイヤーが実世界で購入するカードも考案した。このカードは「ゲームの解決への手がかり」となる。「1パック6枚入り」が5ドルで、オンラインおよび世界各地9つの店舗で限定販売された。これが『Perplex City』の収入源となった。

## ゲームシステム
架空の大都市「Perplex City」の住民にとってアーティファクトとされている「レケイデ・キューブ」(The Receda Cube) が盗まれ、地球のどこかに埋められたことから、プレイヤーは出題される様々な謎を解き、この世界のどこかにある「キューブ」という立方体を見つけ出すことでゲームの最終目的である。

### パズルカード
カードの数は256枚であり、それを解くと地球上のどこかにある宝「キューブ」を見つける手がかりになる。Mind Candyは、さまざまなパズル カードを販売し、フォイルパックで販売した。各パックには、256枚のカードのプールから選択された6枚のランダムなカードが含まれていた。プレイヤー達はパズルを解くだけでなく、収集欲を刺激されてカードを購入をしていた。
カードの縁は、難易度によって『レッド・オレンジ・イエロー・ブラック・シルバー』と異なる色になっており、レア度の高いシルバーが最も難しく、他の参加者らとオンラインで協力して解いていく必要がある。多くのカードには、紫外線や熱に敏感なインクなどの隠された機能が含まれており、ポップカルチャーのトリビアから暗号や論理の難問まで、幅広いテーマがカバーされていた。
サポート窓口に電話をして、50ペンス(約100円)を支払うことで、「カードごとのヒント」をもらうことができた。

### 難問だったカード
Riemann (S1、カード #238)
プレイヤーに、リーマン予想を証明するよう求めているが、リーマン予想の解は現在「不明」であるため、唯一残っている「未解決のカード」である。クレイ数学研究所の科学諮問委員会は、ミレニアム賞問題の他の問題と同様に、この問題を解決した場合には「100万ドルの賞金」を提供している。
The Thirteenth Labor (S1、カード #251)
RC5.64 暗号で暗号化された、352文字の暗号を解くという高難易度すぎる問題。リリース当時、この暗号を解くには3万台のコンピューターが同時に動作して数か月かかると予想されていた。この暗号は、2010年2月にユーザー Paraboloid13 によって解読された。解答が正しいかどうかが検証されたが、検証作業については難航した結果に破棄された。
Billion to One (S1、カード #256)
「私を見つけて」という日本語のキャプションが付いた男性の顔が描かれている。電話サポートにより、「私の名前はサトシです」というさらなるヒントを与えられた。彼の画像は、世界中のSNSサイトを通じて拡散された。2020年12月に問題の男性がトム・ルーカス・セーガーによって発見され、狩猟に関する情報を追跡するウェブサイトを運営していたローラ・E・ホールに報告されたことで、このカードは解決された。(詳細については、下記の節「謎の日本人サトシ」を参照のこと)

### 絶版カード
販売されたうち、2枚のカードは絶版となった。これらのカードは印刷レイアウトに適合しなかったため、ウェーブ3以降から除外されることになった。これらの問題は運営によって修正されたが、運営はこれらのカードを置き換えたり再印刷したりする予定はないという。
リーマン (S1、カード #238)
リーマン予想は、専門家でさえ解くことができていないため除外された。
相対性理論 (S1、カード #245)
相対性理論についても、問題と解決策が非常に複雑すぎることから除外された。

### ゲームクリア
このゲームのために用意された多くの謎は、約2年にわたって参加者たちの手によってほぼ全ての問題が解かれていき、最終的にイギリスの森の中に埋められていた「レケイデ・キューブ」は、アンディ・ダーリーという一人のプレイヤーによって発見された。この第一発見者には、約2200万円の賞金が支払われた。

## 謎の日本人サトシ

### 世界中から一人を探す超難問
謎の日本人サトシとは、この「パープレックスシティ」内で出題されていた256番目のカードにおいて、14年にわたって解かれることなく探し続けられていた日本人男性のことである。
前述の「レケイデ・キューブ」が発見されたことで、パープレックスシティはフィナーレを迎えるはずであったが、リーマン予想を証明するという事実上不可能なRiemann (S1、カード #238)を除いて、どうしても一問だけ誰にも解かれていない問題が残されていた。それが256枚中で最後のカード『#256 Billion To One』である。
そのカードには、アジア系の男性の自撮り写真と、日本語で「私を見つけなさい」と書かれているだけであった。しかし、プレイヤー達の多くは日本語が分からず、2005年当時は翻訳アプリなどなかったことから、問題そのものが分からないという難易度であった。
その後、ヒントを与える電話サポートにより、「My name is Satoshi」とだけヒントが与えられた。これにより、写真のアジア系男性が日本人ではないかと考えたプレイヤーにより、「私を見つけなさい」という文章が日本語であると特定されたことから、「日本人のサトシを探す」ことが問題であると判明した。

### 難航するサトシ探し
熱心なプレイヤーらによって、様々な手段によってサトシ探しが続けられた。サトシ探し専用の掲示板は41ページにもわたって、多くの専門家も交えて様々な考察がなされていた。また、当時はTwitterなどのSNSもなかったことから、サトシ探しの特設サイトが作られ、メールを通じて拡散する方法が試みられた。さらに当時、日本で流行っていた「ミクシィ」で告知することも考えたが、日本の携帯電話がなくできなかったという。しかし、こうした試みは、いづれも成果がなかった。
サトシ探しに行き詰ったユーザーたちは、写真から「撮影場所」を探すことにした。フランス人のユーザーによって、写真に写っている特徴的な建築様式からフランスのアルザス地方ではないかとの情報がもたらされ、数週間調べた結果、ヨーロッパ中世の雰囲気を残しているアルザス地方のカイゼルスベルグの街中だと特定された。
カイゼルスベルグには、1986年に開設された「成城学園アルザス校」があり、ヨーロッパに進出した企業に勤める駐在員の子供たちが通っていたが、生徒数の減少から2005年3月にて廃校になり、日本人もほとんどが日本に帰国していた。プレイヤー達は、2005年に発売された「パープレックスシティ」の発売年とも一致することから、「サトシはこの駐在員の家族か、その関係者ではないか？」と考えて捜索したが、サトシは見つからなかった。
撮影場所が分かったものの、出題者は「それはスタート地点に過ぎない」と突き放し、「サトシが今どこにいるのか？」という謎が残った。ゲームがクリアされて以降も、ローラ・E・ホールら一部のユーザーによって「サトシステッカー」を車に貼ったり、全米のニュース番組に出演したりと熱心なサトシ探しが続けられた。
しかしその後、掲示板管理者の不注意もあって「サトシ探しのWEBサイト」が閉鎖されてしまい、掲示板を盛り上げていた数千人のコアなファンも離れていってしまう。それ以降はほとんど進展はないまま、14年にわたってこの謎は解かれることなく、ネット上の都市伝説として一部で話題になっていた。

### サトシの発見
ところが2020年になり、人気Youtuberによってローラはインタビューを受け、再びサトシ探しにスポットライトが当たり、再検証を始めるプレイヤーや一般ユーザーが現れるようになった。多くのユーザーによって様々な考察がなされ、ローラの元にも「多くのアジア人の写真」が送られてきたという。
2020年12月、アメリカの掲示板型SNSサイトRedditの男性ユーザーであるトマス・セガが、「顔認証AIサイト」を使ってサトシと似た画像を検索してみたところ、2018年にネット上に投稿されていた1枚の写真に「サトシそっくりな男性が写っている」ことが判明した。
そこからサトシ探しの仲間にも声をかけて、検索サイトを駆使してわずかな情報を辿っていき、その結果「日本の地方都市で開催された、マラソン大会で撮影された別の写真」を発見。ネット上に掲載されていた「ゼッケン番号と参加者リスト」から、その写真の人物の名前が『サトシ』だと判明したという。

### クリア認定
その写真の人物は、長野県の塚田理研工業で社長をしている「下島聡」であり、会社宛てに英語で「サトシを探している」というローラからの電話がかかってきて、電話を受けた担当者は当初は「いたずら電話か勧誘電話かと思った」と言う。その後、ネット検索して「自分の写真」が世界的に拡散されていることに驚いたと語っている。
下島聡によると、当時ゲームの事はあまり知らないまま、アメリカの友人に頼まれて「旅行先で撮影した写真」を提供したが、発売されたゲームカードを見たこともなく、その後に何の報せもなかったため1年後には忘れていたという。
本来は「日本語の合言葉」を用意しており、見つけた人にその合言葉を教えて、その合言葉の解答となる「パスワード」をオンライン上で入力することでクイズは終了するはずだった。しかし、14年が経過していたことから、サトシは合言葉を忘れていたという。
パープレックスシティは2008年に運営を終了しており、マインド・キャンディ社もパスワードが分からない状態であった。しかしマインド・キャンディ社は、女性クリエイターのローラ・E・ホールの発見を「本物」だと認定して、クリア扱いとなったという。

### エピローグ
なお、後にサトシ発見者となったローラは、サトシカードの制作者ジェイ・ビドルフとサンフランシスコのイベントで出会い、意気投合して遠距離恋愛をした後に結婚している。ローラは結婚して数年経ってから、ジェイが「サトシカードの製作者」であると知ったという。お互いにサトシについての答えは、「聞かない」「言わない」と決めていたという。
その後、NHKの番組『謎の日本人サトシ〜世界が熱狂した人探しゲーム』において、サトシとローラはオンラインで語りあった際に、サトシは「合言葉」を思い出しており、それは「炎を生んで死んだのは誰？」というものであった。この問いへの答えは、『イザナミ』である。
もともと、サトシカードの問題を作ったクリエイターは、「すべての物事の関連性は、6ステップ以内につながっている」とする仮説「六次の隔たり」をもとに、知人経由で聞いていくことでサトシを見つけ出すことを想定していた。しかし、結果としてYoutube・SNSサービスの情報拡散力や、AI顔認識アプリという最新テクノロジーが決定打となり、サトシは発見されることになった。